# Ella Hughes
Ella Hughes (Southampton, 13 giugno 1995) è un'attrice pornografica britannica.

## Biografia e carriera pornografica
Nativa di Southampton, nella contea inglese dell'Hampshire, in una famiglia di ascendenze anglo-irlandesi, vanta studi universitari in giurisprudenza presso la Solent University, per sostenere i cui costi iniziò a lavorare come camgirl nonostante disponesse di una borsa di studio.
In seguito il lavoro di camgirl divenne la sua principale fonte di reddito e, abbandonati gli studi, intraprese la professione di modella erotica, comparendo su diverse riviste come Escort e Razzle.
Nel 2015 debuttò nell'industria pornografica.
Ha lavorato per diverse case di produzione europee e americane come Daring, Wankz, Brazzers, Blacked, Mofos, Digital Playground, Video Marc Dorcel, Tushy, Pure XXX Films, Private e Archangel.
Oltre al suo ruolo da attrice pornografica, è apparsa nella serie televisiva Il Trono di Spade assieme alla collega e connazionale Samantha Bentley. Ella ha interpretato una prostituta di Volantis nell'episodio Alleanze della sesta stagione. Ha inoltre partecipato alla parodia pornografica della serie Queen Of Thrones.È apparsa anche nel documentario della BBC Sex Map of Britain.
Nel 2017 e nel 2018 è stata nominata agli AVN Awards nella categoria "Best Sex Scene in a Foreign-Shot Production" rispettivamente perLost in Brazzers  e per Bulldogs.
Nel 2019 ha vinto il premio XBIZ come miglior performer straniera dell'anno mentre nel 2020 il suo primo AVN.

## Riconoscimenti
- AVN Awards
  - 2020 – Best Foreign-Shot Group Sex Scene per Blacked Raw V15 con Jia Lissa e Jason Luv[10]
  - 2025 - Best International Anal Sex Scene per Scandalous con Xander Corvus[11]
- XBIZ Awards
  - 2019 – Foreign Female Performer Of The Year[12]

## Filmografia

### Pornografia
- All for You (Daring, 2015)
- Drive Me Crazy (Brazzers, 2015)
- Ma Fille Est une Putain (Video Marc Dorcel, 2015)
- Massage or Bondage - Redhead Gets Bound and Fucked (DDF Network, 2015)
- Massage Table Bondage - Redhead Fucked hard by Masseur (DDF Network, 2015)
- My Fucked Up Family (Television X, 2015)
- Private Specials 121: Posh Girls (Private, 2015)
- Raw Cuts: The Naughty Squatter (Digital Playground, 2015)
- Sherlock: a XXX Parody (Digital Playground, 2015)
- Show Me Yours 1 e 2 (Brazzers, 2015)
- Shy Redheads Like It Big (Brazzers, 2015)
- Shy Redheads Want Anal (Brazzers, 2015)
- Sunny Poolside Threesome: Husband And Wife Fuck Playmate (DDF Network, 2015)
- Tease (JoyBear Pictures, 2015)
- Anticipation (Daring, 2016)
- British Redhead Sucks Cock (Mofos, 2016)
- Bulldogs (Digital Playground, 2016)
- Drive It Home (Fake Taxi, 2016)
- Fantasy Cums True (Sinners, 2016)
- Flixxx: 69 Rooms (Digital Playground, 2016)
- Good Boy (Brazzers, 2016)
- Infernal (Digital Playground, 2016)
- Infernal - Episode 5 (Digital Playground, 2016)
- Let's Sneak In The BathroomI (Pure XXX Films, 2016)
- Let's Welcome The New Student (Brazzers, 2016)
- Lost in Brazzers (Brazzers, 2016)
- Meme Lover (Brazzers, 2016)
- My Stepdad Took My Virginity (Pure XXX Films, 2016)
- Naughty Bookworms 21245 (Naughty America, 2016)
- Obscene Little Whores (Harmony Films, 2016)
- Popping Her Cherry (Pure XXX Films, 2016)
- Pornstar Go XXX Parody (Brazzers, 2016)
- Pornstar Fantasy 3 (Digital Playground, 2016)
- Private Gold 205: Cuckold Lives (Private, 2016)
- Star Wars Underworld: a XXX Parody (Digital Playground, 2016)
- Tease (JoyBear Pictures, 2016)
- You Know How Your Stepdad Likes It (Pure XXX Films, 2016)
- All Hands On Dick (Brazzers, 2017)
- Brazzers Presents: The Parodies 7 (Brazzers, 2017)
- Cheeky Redhead Fails on Purpose (Fake Driving School, 2017)
- Cute Learner Eats Instructors Cum (Fake Driving School, 2017)
- Dancer's Sexy Solo: Teen Loves Foot Licking And Toe (DDF Network, 2017)
- Ella And Pascal (Pure XXX Films, 2017)
- Ella The Sex Addict (Video Marc Dorcel, 2017)
- Family Secrets (II) (Sinners, 2017)
- Flixxx: Freshman Meat (Digital Playground, 2017)
- Fries With That Fuck (Brazzers, 2017)
- Girls' Getaway (Daring, 2017)
- Granny Extreme 4 (Lacey Starr Productions, 2017)
- How I Fucked Your Mother: A DP XXX Parody (Digital Playground, 2017)
- I'm a Pornstar Get Me Out of Here (Television X, 2017)
- I'm My Sister-In-Law's Dirty Secret (Pure XXX Films, 2017)
- Large and in Charge (Television X, 2017)
- Lecherous Licking: Sexy College Redhead Hardcore Fucked (DDF Network, 2017)
- Living With The In-Laws (Pure XXX Films, 2017)
- Lusty Bitches (UK Sinners, 2017)
- My Cheating Bride (Pure XXX Films, 2017)
- My Family Are Filth (Pure XXX Films, 2017)
- My Pool, My Rules (Brazzers, 2017)
- My Stepdad Likes It Dirty (Pure XXX Films, 2017)
- Poledick (Television X, 2017)
- Private Gold 207: Sex, Brits and Rock 'n Roll (Private, 2017)
- Private Gold 208: Bachelorette Party (Private, 2017)
- Private Gold 210: Mountain Crush 2: Snowbunnies (Private, 2017)
- Private Gold 212: Swinging Couples (Private, 2017)
- Private Specials 173: Pajama Party (Private, 2017)
- Private Specials 193: Cute Secretaries (Private, 2017)
- Queen of Thrones (Brazzers, 2017)
- Roadside Sex Tapes 2 (Mofos, 2017)
- Saturday Night Beaver (Television X, 2017)
- Someone Your Age (Pure XXX Films, 2017)
- Stuffing the Student (Digital Playground, 2017)
- Young Temptations (UK Sinners, 2017)
- Air Bone'n'Blow (Wankz, 2018)
- As Natural As They Cum (Gilfriends Films, 2018)
- Bailey Brooke and Hella Hughes - Pov (MrMMporn, 2018)
- Bedtime Cums Quick (Cherry Pimps, 2018)
- Bewitcher: A DP XXX Parody (Digital Playground, 2018)
- Biggest I've Ever Seen (Blacked, 2018)
- Blacked Raw V10 (Blacked, 2018)
- Car Tips (and Tricks) (Brazzers, 2018)
- Case No. 5144158 (Team Skeet, 2018)
- Corrupted Beauty (Harmony Films, 2018)
- Creampie My Secretary (Killergram Network, 2018)
- Ella at Sunset (Brazzers, 2018)
- Flixxx: Hole of Glory (Digital Playground, 2018)
- Friends with Benefits (III) (Cherry Pimp, 2018)
- God Save The Cream (Team Skeet, 2018)
- Going In Blind (Brazzers, 2018)
- Hot British Ella Hughes Masturbates Live (Cherry Pimps, 2018)
- Housewife 1 on 1 24135 (Naughty America, 2018)
- Icons (Jules Jordan Video, 2018)
- Interview With Ella Hughes (Cherry Pimps, 2018)
- Milking Clit (Brazzers, 2018)
- MX Series - Bourne Challenge - Ella Hughes (Manyvids, 2018)
- No Time for Panties (Cherry Pimps, 2018)
- Oktoberfucked (Brazzers, 2018)
- Out Of Town Anal (Tushy, 2018)
- Pale In Comparison (Babes, 2018)
- Petite Redhead Takes a Big Dick (Mofos, 2018)
- Pleasuring The New Partner (Brazzers, 2018)
- Pussy Is the Best Medicine (Brazzers, 2018)
- Sampling Her Goods (Brazzers, 2018)
- Scandale aux Vestiaires (Video Mark Dorcel, 2018)
- Sexy Warm Welcome (Cherry Pimps, 2018)
- Strawberries And Cream (Team Skeet, 2018)
- Tasting So Yummy (Cherry Pimps, 2018)
- Teacher's Pet (IV) (Blacked, 2018)
- Tie Me Up Please 2 (Vixen, 2018)
- Tina Sex Addict (Harmony Films, 2018)
- Ultimate Gingers (Girlfriends Films, 2018)
- Union Jack Off My Tits (Team Skeet, 2018)
- ZZ Marathon Of Hump (Brazzers, 2018)

### Televisione
- Il Trono di Spade - serie TV, 1 episodio (2016)

### Documentari
- Sex Map of Britain: A Career In Porn (2017), prodotto e distribuito da BBC Three[13]

## Riconoscimenti
XBIZ Awards
- 2019 - Foreign Female Performer of the Year

XBIZ Europa Awards
- 2019 - International Crossover Star[14]